# Samsung Galaxy S7
A Samsung Galaxy S7 egy csúcskategóriás telefon, amit a Samsung dobott piacra 2016-ban. Két változata volt, az S7, egy sík kijelzős változat, valamint egy ívelt kijelzős változat, az S7 Edge.
Elődje az S6 és S6 Edge, utódja az S8 és S8+.

## Samsung Galaxy S7
Az S7 lapos kijelzős változata volt, 5,1 hüvelykes képernyővel, 3000 Mah akkumulátorral.

## Samsung Galaxy S7 Edge
Az S7 ívelt üvegű változata 5,5 hüvelykes ívelt kijelzővel, 3600 Mah akkumulátorral.

## Specifikációk
A két telefon között csak a méret, az akkumulátor és a kijelző volt a különbség, az összes többi ugyanaz volt: Exynos 8 Octa 8890 processzor, Gorilla Glass 4 üveg, maximum 4K 30FPS videórögzítés, 12 MPX, 5 MPX kamera, IP68 vízállóság. Sok, az S6-ban eltűnt funkciót visszahoztak: MicroSD bővíthetőség, vízállóság. Ez volt a szérián belül az utolsó telefon, amelyen MicroUSB csatlakozó volt, a következő telefonokon USB-C-re cserélték.

## Forrás
- https://mobilarena.hu/teszt/samsung_galaxy_s7_paratlan_galaxis/specifikacio.html